# Ambulyx phalaris
Ambulyx phalaris är en fjärilsart som beskrevs av Jordan 1919. Ambulyx phalaris ingår i släktet Ambulyx och familjen svärmare. Inga underarter finns listade i Catalogue of Life.